# Historia Poznania 1919–1939

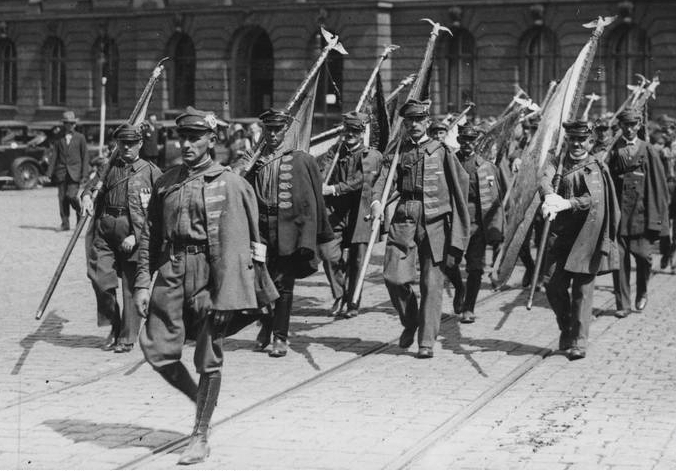
Poznańskie gniazdo Sokołów na paradzie w Poznaniu w 1932 roku.

Poznań po I wojnie światowej przeżył szeroko pojęty rozwój demograficzny, przemysłowy i kulturalny. Miasto powiększyło się w tym okresie prawie dwukrotnie – ze 150 tysięcy w 1918 roku do 275 tysięcy w 1939 roku. Struktura społeczeństwa uległa gruntownej zmianie. Tuż przed I wojną światową w mieście było ponad 35% Niemców wskutek masowego napływu ludności niemieckiej podczas zaborów Polski (celowa polityka germanizacyjna i kolonizacyjna ziem polskich). W 1939 roku natomiast już zaledwie 6 tysięcy  (2%).
W czasie wojny polsko-bolszewickiej w 1920 roku ogromne zasługi miały poznańskie banki, które to udzielały kredytów rządowi polskiemu, pomagając tym samym w pomyślnym zakończeniu wojny. Niemałe zasługi miał tutaj 15 Pułk Ułanów Poznańskich, który to posiadając doświadczenie z powstania wielkopolskiego i z I wojny światowej, skutecznie radził sobie z najeźdźcą.
26 kwietnia 1920 pod Zamkiem zgromadziło się ok. 3000 kolejarzy domagających się od władz wypłaty zaległego dodatku drożyźnianego. Policja otworzyła ogień do demonstrantów, w wyniku czego 9 z nich poniosło śmierć.
Po 1928 roku wojewodą poznańskim był Roger Raczyński. Ponieważ miasto było znane z endeckich sympatii i braku poparcia dla rządzącej sanacji działania represyjne wobec poznańskiego samorządu zaczął prowadzić sanacyjny wicewojewoda Wawrzyniec Typrowicz. Został on jednak zwolniony ze stanowiska w związku z budzącą wśród Poznaniaków powszechne oburzenie akcją zmierzającą do eksmitowania z prywatnego mieszkania popularnego prezydenta Poznania Cyryla Ratajskiego.
W roku 1929 miasto zorganizowało i przeprowadziło Powszechną Wystawę Krajową prezentującą dorobek dziesięciolecia niepodległej Rzeczypospolitej. Zwiedziło ją około 4,5 miliona zwiedzających.
W 1934 roku wybory samorządowe wygrała zdecydowanie lista narodowa opozycyjna w stosunku do rządzącej w państwie sanacji. Zdobyła ona 51 procent głosów i 35 mandatów w 64 osobowej Radzie Miasta. Blok sanacyjny zdobył zaledwie 26 mandatów. Kiedy Rada Miejska postanowiła ponownie wybrać na prezydenta miasta Cyryla Ratajskiego sanacyjny wojewoda nie zatwierdził tej decyzji, a minister spraw wewnętrznych wyznaczył prezydenta komisarycznego - płk. Erwina Więckowskiego. Awansowanie na prezydenta Poznania osoby, która nie urodziła się w Wielkopolsce mieszkańcy przyjęli bardzo negatywnie. W związku z oporem samorządu wobec narzuconych władz miejskich Rada Miejska została 25 września 1935 r. rozwiązana dekretem ministra spraw wewnętrznych przed upływem kadencji.

## Ekspansja miasta
Targi Poznańskie, które rozpoczęły swą działalność w Poznaniu w 1921 roku znacząco wpłynęły na rozwój miasta (od 1925 roku o zasięgu międzynarodowym), przyczyniając się nie tylko do, budowy wielu hal targowych ale także do powstania wielkiej ilości gmachów publicznych, w tym kilku teatrów. Międzynarodowe Targi Poznańskie znacząco wzbogaciły miasto, powstawały typowo willowe osiedla jak np. Dębiec, Ostroroga, Abisynia.
1 stycznia 1925 roku rozporządzeniem Rady Ministrów z dnia 17 grudnia 1924 roku (DzU z 1924 nr 112 poz. 996) do Poznania przyłączono gminy: Główna, Starołęka, Komandoria, Rataje, Winiary i Dębiec oraz obszar dworski Naramowice, a 1 kwietnia 1933 roku również rozporządzeniem Rady Ministrów z dnia 30 stycznia 1933 roku (DzU z 1933 nr 10 poz. 65) przyłączono zniesione obszary dworskie - Sołacz i Golęcin.
Na tychże terenach powstawały głównie domy dla poznańskiej klasy średniej. W tym samym czasie postępowała rozbudowa infrastruktury komunalnej, znacząco poprawiając poziom życia mieszkańców. Na terenach już zabudowanych wprowadzano bloki mieszkalne, rezygnując jednocześnie stopniowo z budowy kamienic. Powstawały nowe zakłady przemysłowe głównie o charakterze metalurgicznym, maszynowym, chemicznym, elektrotechnicznym i spożywczym.

## Rozwój kulturalny
Rok 1919 w to przełom w historii miasta w którym to powołano Uniwersytet Poznański, oddział Związku Literatów Polskich (prezes W. S. Reymont), a w późniejszych latach także kilka szkół wyższych. Wychodziły czasopisma ("Zdrój", "Prom", "Tęcza") i zaczęły powstawać wydawnictwa (R. Wegnera, J. Kuglina).